# Rally de Córcega
El Rally de Córcega, oficialmente Giru di Corsica - Tour de Corse, es un rally que se disputa anualmente en la isla de Córcega desde 1956. El nombre original Tour de Corse (Tour de Córcega), se debe al hecho de que en sus primeros años, se corría alrededor de la isla. En su formato actual, solo se corre en carreteras en los alrededores de Ajaccio. El rally se corre en asfalto y es conocido como "El rally de las diez mil curvas", por la gran cantidad de curvas en los caminos montañosos donde tiene lugar. A lo largo de su historia ha sido puntuable para distintos certámenes nacionales e internacionales: Campeonato de Europa de Rally, Campeonato de Francia de Rally, Campeonato del Mundo de Rally o el IRC.
Formó parte del Campeonato Mundial de Rally desde 1973 hasta 2008, salvo en 1996 cuando lo fue para la Copa Mundial de 2 Litros, para volver nuevamente en 2015 hasta la actualidad. En 2010 no se disputó y de 2011 a 2012 formó parte del Intercontinental Rally Challenge y luego entró dos años en el Campeonato de Europa de Rally para regresar de nuevo al mundial.
La prueba ha sido históricamente dominada por los pilotos franceses, pero también destacaron los pilotos italianos, belgas, españoles o nórdicos. Bernard Darniche y Didier Auriol son los máximos vencedores con seis triunfos cada uno.

## Historia

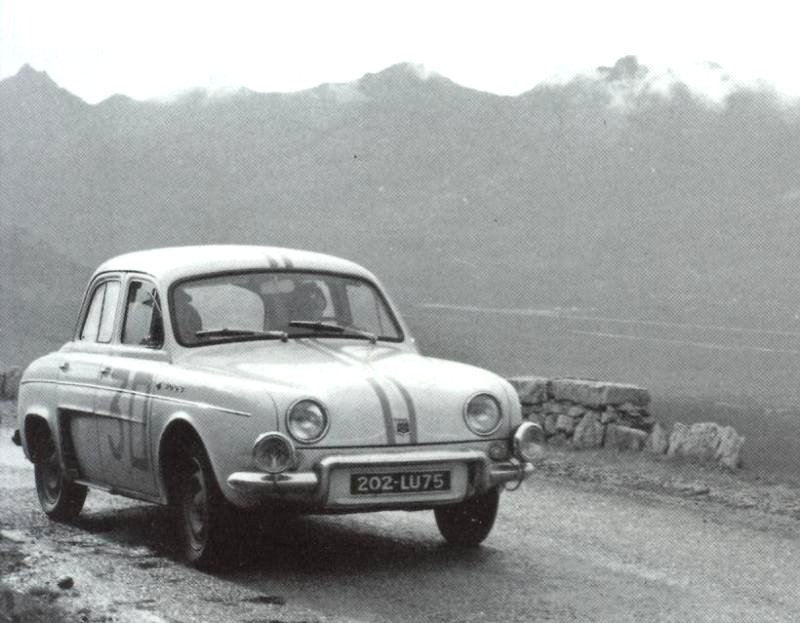
Pierre Orsini con el Dauphine 1093, ganador de la edición de 1962.

El primer vencedor fue el belga Gilberte Thirion con un Renault Dauphine en 1956. Le seguiría al año siguiente, Michel Nicol con un Alfa Romeo Giulieta, el primer francés en ganar en la isla corsa. El Dauphine repetiría triunfo en tres ocasiones más, una con Guy Monraisse en 1958 y dos más con Orsini, en 1959 y 1962. Este último lograría ganar por tercera vez en 1965 con un Renault 8 Gordini, convirtiéndose así durante varios años en el piloto con más victorias. Entremedias, otro francés, René Trautmann, con su Citroën DS19 triunfaría en dos ocasiones, 1961 y 1963, y el alemán Herber Linge, que lograría subir a lo más alto del podio al primer modelo Porsche. El Renault 8 Gordini sería uno de los vehículos a batir a mediados de los sesenta relevando al Dauphine dentro de la marca francesa.
En 1967 el italiano Sandro Munari lograría la primera de sus dos victorias en la isla corsa, la primera con el Lancia Fulvia HF y la segunda, nueve años después con el poderoso Lancia Stratos.
Los accidentes mortales han sido protagonistas en más de una ocasión en la isla de Córcega. Los accidentes más recordados fueron los de Attilio Bettega en 1985 y el de Henri Toivonen y su copiloto Sergio Cresto en 1986, este último detonante de la supresión del Grupo B de la competición automovilística. También, aunque con menos repercusión, un copiloto local perdió la vida durante la edición de 1987.

## Palmarés
| Año         | Edición                                | Piloto              | Copiloto                | Automóvil                  | Series    |
| ----------- | -------------------------------------- | ------------------- | ----------------------- | -------------------------- | --------- |
| 1956        | 1.eɽ Tour de Corse                     | Gilberte Thirion    | Nadège Ferrier          | Renault Dauphine           |           |
| 1957        | 2.º Tour de Corse                      | Michel Nicol        | Roger de la Geneste     | Alfa Romeo Giulietta       |           |
| 1958        | 3.eɽ Tour de Corse                     | Guy Monraisse       | Jacques Feret           | Renault Dauphine           |           |
| 1959        | 4.º Tour de Corse                      | Pierre Orsini       | Jean-Baptiste Canocini  | Renault Dauphine           |           |
| 1960        | 5.º Tour de Corse                      | Herbert Linge       | Paul-Ernst Strähle      | Porsche SC 90              |           |
| 1961        | 6.º Tour de Corse                      | René Trautmann      | Jean-Claude Ogier       | Citroën DS19               |           |
| 1962        | 7.º Tour de Corse                      | Pierre Orsini       | Jean-Baptiste Canocini  | Renault Dauphine           |           |
| 1963        | 8.º Tour de Corse                      | René Trautmann      | Jean-Claude Ogier       | Citroën DS19               |           |
| 1964        | 9.º Tour de Corse                      | Jean Vinatier       | Roger Masson            | Renault 8 Gordini          |           |
| 1965        | 10.º Tour de Corse                     | Pierre Orsini       | Jean-Baptiste Canocini  | Renault 8 Gordini          |           |
| 1966        | 11.º Tour de Corse                     | Jean-François Piot  | Jean-François Jacob     | Renault 8 Gordini          |           |
| 1967        | 12.º Tour de Corse                     | Sandro Munari       | Luciano Lombardini      | Lancia Fulvia HF Coupé     |           |
| 1968        | 13.eɽ Tour de Corse                    | Jean-Claude Andruet | Maurice Gelin           | Alpine-Renault A110        |           |
| 1969        | 14.º Tour de Corse                     | Gérard Larrousse    | Maurice Gelin           | Porsche 911 R              |           |
| 1970        | 15.º Tour de Corse                     | Bernard Darniche    | Bernard Demange         | Alpine-Renault A110 1800   | ERC       |
| 1971        | Cancelado                              | Cancelado           | Cancelado               | Cancelado                  | Cancelado |
| 1972        | 16.º Tour de Corse                     | Jean-Claude Andruet | Michèle Petit           | Alpine-Renault A110 1800   | ERC       |
| 1973        | 17.º Tour de Corse                     | Jean-Pierre Nicolas | Michel Vial             | Alpine-Renault A110 1800   | WRC       |
| 1974        | 18.º Tour de Corse                     | Jean-Claude Andruet | Michèle Petit           | Lancia Stratos HF          | WRC       |
| 1975        | 19.º Tour de Corse                     | Bernard Darniche    | Alain Mahé              | Lancia Stratos HF          | WRC       |
| 1976        | 20.º Tour de Corse                     | Sandro Munari       | Silvio Maiga            | Lancia Stratos HF          | WRC       |
| 1977        | 21.eɽ Tour de Corse                    | Bernard Darniche    | Alain Mahé              | Fiat 131 Abarth            | WRC       |
| 1978        | 22.º Tour de Corse                     | Bernard Darniche    | Alain Mahé              | Fiat 131 Abarth            | WRC       |
| 1979        | 23.eɽ Tour de Corse                    | Bernard Darniche    | Alain Mahé              | Lancia Stratos HF          | WRC       |
| 1980        | 24.º Tour de Corse                     | Jean-Luc Thérier    | Michel Vial             | Porsche 911 SC             | WRC       |
| 1981        | 25.º Tour de Corse - Rallye de France  | Bernard Darniche    | Alain Mahé              | Lancia Stratos HF          | WRC       |
| 1982        | 26.º Tour de Corse - Rallye de France  | Jean Ragnotti       | Jean-Marc Andrié        | Renault 5 Turbo            | WRC       |
| 1983        | 27.º Tour de Corse - Rallye de France  | Markku Alén         | Ilkka Kivimäki          | Lancia Rally 037           | WRC       |
| 1984        | 28.º Tour de Corse - Rallye de France  | Markku Alén         | Ilkka Kivimäki          | Lancia Rally 037           | WRC       |
| 1985        | 29.º Tour de Corse - Rallye de France  | Jean Ragnotti       | Pierre Thimonier        | Renault 5 Maxi Turbo       | WRC       |
| 1986        | 30.º Tour de Corse - Rallye de France  | Bruno Saby          | Jean-François Fauchille | Peugeot 205 Turbo 16 E2    | WRC       |
| 1987        | 31.eɽ Tour de Corse - Rallye de France | Bernard Béguin      | Jean-Jacques Lenne      | BMW M3                     | WRC       |
| 1988        | 32.º Tour de Corse - Rallye de France  | Didier Auriol       | Bernard Occelli         | Ford Sierra RS Cosworth    | WRC       |
| 1989        | 33.eɽ Tour de Corse - Rallye de France | Didier Auriol       | Bernard Occelli         | Lancia Delta Integrale     | WRC       |
| 1990        | 34.º Tour de Corse - Rallye de France  | Didier Auriol       | Bernard Occelli         | Lancia Delta Integrale 16V | WRC       |
| 1991        | 35.º Tour de Corse - Rallye de France  | Carlos Sainz        | Luis Moya               | Toyota Celica GT-Four      | WRC       |
| 1992        | 36.º Tour de Corse - Rallye de France  | Didier Auriol       | Bernard Occelli         | Lancia Delta HF Integrale  | WRC       |
| 1993        | 37.º Tour de Corse - Rallye de France  | François Delecour   | Daniel Grataloup        | Ford Escort RS Cosworth    | WRC       |
| 1994        | 38.º Tour de Corse - Rallye de France  | Didier Auriol       | Denis Giraudet          | Toyota Celica Turbo 4WD    | WRC       |
| 1995        | 39.º Tour de Corse - Rallye de France  | Didier Auriol       | Denis Giraudet          | Toyota Celica GT-Four      | WRC       |
| 1996        | 40.º Tour de Corse                     | Philippe Bugalski   | Jean-Paul Chiaroni      | Renault Mégane Maxi        | CM2L      |
| 1997        | 41.eɽ Tour de Corse - Rallye de France | Colin McRae         | Nicky Grist             | Subaru Impreza WRC         | WRC       |
| 1998        | 42.º Tour de Corse - Rallye de France  | Colin McRae         | Nicky Grist             | Subaru Impreza WRC         | WRC       |
| 1999        | 43.eɽ Tour de Corse - Rallye de France | Philippe Bugalski   | Jean-Paul Chiaroni      | Citroën Xsara Kit Car      | WRC       |
| 2000        | 44.º Rallye de France - Tour de Corse  | Gilles Panizzi      | Hervé Panizzi           | Peugeot 206 WRC            | WRC       |
| 2001        | 45.º Rallye de France - Tour de Corse  | Jesús Puras         | Marc Martí              | Citroën Xsara WRC          | WRC       |
| 2002        | 46.º Rallye de France - Tour de Corse  | Gilles Panizzi      | Hervé Panizzi           | Peugeot 206 WRC            | WRC       |
| 2003        | 47.º Rallye de France - Tour de Corse  | Petter Solberg      | Phil Mills              | Subaru Impreza WRC         | WRC       |
| 2004        | 48.º Rallye de France - Tour de Corse  | Markko Martin       | Michael Park            | Ford Focus WRC             | WRC       |
| 2005        | 49.º Rallye de France - Tour de Corse  | Sébastien Loeb      | Daniel Elena            | Citroën Xsara WRC          | WRC       |
| 2006        | 50.º Rallye de France - Tour de Corse  | Sébastien Loeb      | Daniel Elena            | Citroën Xsara WRC          | WRC       |
| 2007        | 51.eɽ Rallye de France - Tour de Corse | Sébastien Loeb      | Daniel Elena            | Citroën C4 WRC             | WRC       |
| 2008        | 52.º Rallye de France - Tour de Corse  | Sébastien Loeb      | Daniel Elena            | Citroën C4 WRC             | WRC       |
| 2009        | 53.eɽ Tour de Corse                    | Pascal Trojani      | Francis Mazotti         | Peugeot 307 WRC            |           |
| 2011        | 54.º Tour de Corse                     | Thierry Neuville    | Nicolas Gilsoul         | Peugeot 207 S2000          | IRC       |
| 2012        | 55.º Tour de Corse                     | Dani Sordo          | Carlos del Barrio       | MINI JCW S2000             | IRC       |
| 2013        | 56.º Tour de Corse                     | Bryan Bouffier      | Xavier Panseri          | Peugeot 207 S2000          | ERC       |
| 2014        | 57.º Tour de Corse                     | Stéphane Sarrazin   | Jacques-Julien Renucci  | Ford Fiesta RRC            | ERC       |
| 2015        | 58.º Tour de Corse                     | Jari-Matti Latvala  | Miikka Anttila          | Volkswagen Polo R WRC      | WRC       |
| 2016        | 59.º Tour de Corse                     | Sébastien Ogier     | Julien Ingrassia        | Volkswagen Polo R WRC      | WRC       |
| 2017        | 60.º Tour de Corse                     | Thierry Neuville    | Nicolas Gilsoul         | Hyundai i20 Coupe WRC      | WRC       |
| 2018        | 61.eɽ Tour de Corse                    | Sébastien Ogier     | Julien Ingrassia        | Ford Fiesta WRC            | WRC       |
| 2019        | 62.º Tour de Corse                     | Thierry Neuville    | Nicolas Gilsoul         | Hyundai i20 Coupe WRC      | WRC       |
| Referencias |                                        |                     |                         |                            |           |

## Ganadores
La primera edición del rally fue ganada por la piloto belga Gilberte Thirion, con un Renault Dauphine. Los pilotos franceses son los claros dominadores de la prueba, han vencido en 45 ocasiones en las 62 ediciones. El francés Bernard Darniche cuenta con seis victorias (1970, 1975, 1977, 1978, 1979 y 1981), Didier Auriol con otras seis (1988, 1989, 1990, 1992, 1994 y 1995) y Sébastien Loeb con cuatro.
| # | Piloto              | Victorias | Años                                |
| - | ------------------- | --------- | ----------------------------------- |
| 1 | Bernard Darniche    | 6         | 1970, 1975, 1977, 1978, 1979 y 1981 |
| 1 | Didier Auriol       | 6         | 1988, 1989, 1990, 1992, 1994 y 1995 |
| 2 | Sébastien Loeb      | 4         | 2005, 2006, 2007, 2008              |
| 3 | Pierre Orsini       | 3         | 1959, 1962, 1965                    |
| 3 | Jean-Claude Andruet | 3         | 1968, 1972, 1974                    |
| 3 | Thierry Neuville    | 3         | 2011, 2017, 2019                    |